# David Andrew Seaman
David Andrew Seaman (anglès: David Seaman)  (Rotherham, 19 de setembre de 1963) és un ex jugador de futbol. Ocupava la posició de porter i va jugar en diversos clubs importants. Va tenir un notable pas per l'Arsenal FC i va acabar la seva carrera en el Manchester City el 13 de gener del 2004, a causa d'una lesió en el muscle.
A Anglaterra és considerat un dels millors porters de tots els temps per la seva trajectòria, tant en l'Arsenal FC com a la selecció del seu país. Durant el seu període en l'Arsenal FC va guanyar 3 vegades la Premier League (1991, 1998, 2002), 4 vegades la Copa d'Anglaterra (1993, 1998, 2002, 2003), la Copa de la Lliga anglesa en 1993 i la Supercopa d'Europa en 1994. Com a porter de la selecció d'Anglaterra va participar en dues Copes del Món (1998 i 2002) i en dues Eurocopes (1996 i 2000).

## Estadístiques
Estadístiques David Andrew.
| Club                                             | Partits Lliga | Partits FA Cup | Partits Copa de la lliga | Partits Europa | Partits C. Shield | Altres partits | Total partits |
| ------------------------------------------------ | ------------- | -------------- | ------------------------ | -------------- | ----------------- | -------------- | ------------- |
| Leeds United FC Setmebre 1981 - Agost 1982       | -             | -              | -                        | -              | -                 | -              | 0             |
| Peterborough United FC Agost 1982 - Octubre 1984 | 91            | 5              | 10                       | -              | -                 | -              | 106           |
| Birmingham City FC Octubre 1984 - Agost 1986     | 75            | 5              | 4                        | -              | -                 | -              | 84            |
| Queens Park Rangers FC Agost 1986 - Juny 1990    | 141           | 17             | 13                       | -              | -                 | 4              | 175           |
| Arsenal FC Juny 1990 - Juny 2003                 | 405           | 54             | 32                       | 68             | 4                 | -              | 563           |
| Manchester City FC Juny 2003 - Gener 2004        | 19            | 1              | 1                        | 5              | -                 | -              | 26            |
| Total                                            | 731           | 82             | 60                       | 73             | 4                 | 4              | 954           |